# Saint-Maurice-l'Exil
Saint-Maurice-l'Exil là một xã thuộc tỉnh Isère, vùng Rhône-Alpes, đông nam nước Pháp.